# George Dance der Jüngere

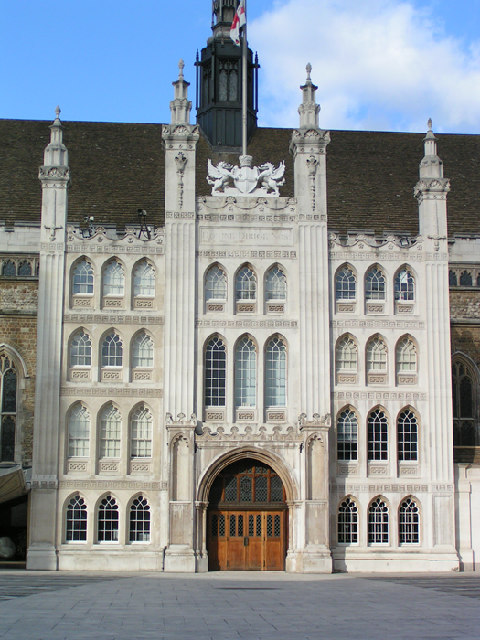
Von George Dance dem Jüngeren gestaltete Fassade der London Guildhall

George Dance der Jüngere RA (* 1. April 1741 in London, Großbritannien; † 14. Januar 1825 ebenda) war ein britischer Architekt, Vermesser und Maler.

## Leben und Werk
George Dance der Jüngere (George Dance the Younger) kam als fünfter und jüngster Sohn des Architekten George Dance dem Älteren an der Chiswell Street in London zur Welt und besuchte dort die St Paul’s School. Ab Dezember 1758 brach er von Gravesend aus auf Grand Tour auf. In Florenz traf er seinen Bruder Nathaniel, mit dem er weiter nach Rom zog. An der Accademia di San Luca befasste er sich mit der Vermessung und Erstellung diverser Zeichnungen antiker Bauten in Rom. Während seines Aufenthalts in Rom knüpfte er Kontakte mit zahlreichen bekannten Persönlichkeiten wie James Adam, Robert Mylne, Peter Grant und Giovanni Battista Piranesi. Ein 1762 an die Accademia di Parma eingereichter Entwurf für eine öffentliche Galerie im klassizistischen Stil errang 1763 die Goldmedaille. 1765 kehrte Dance nach London zurück.
Zurück in London begann Dance die Arbeit bei seinem Vater als Architekt. Sein erstes Projekt war die Kirche All Hallows-on-the-Wall, die im Jahr 1767 fertiggestellt wurde. Nach dem Tod seines Vaters 1768 wurde er dessen Nachfolger als Vermesser von London. In dieser Funktion baute er etliche öffentliche Gebäude wie der Neubau des Newgate-Gefängnisses, der Front des Guildhall, die Kirche St Bartholomew-the-Less. Viele der von Dance entworfenen Gebäude wurden abgerissen, so das Royal College of Surgeons, die Shakespeare Gallery und weitere.
Ebenfalls 1768 war Dance Gründungsmitglied der Royal Academy of Arts. Zu seinen Schülern gehörten spätere berühmte Architekten des Klassizismus wie John Soane und Robert Smirke. Am 24. März 1772 heiratete er Mary Gurnell, mit der er drei Kinder hatte: Thomas (1773–1813), George (1778–1813) und Charles Webb (1785–1844). Mary Dance starb 1791. Ab 1798 wandte er sich immer mehr der Malerei zu; viele seiner Werke sind im Besitz bekannter Galerien wie der National Portrait Gallery.
1815 zog sich Dance von der aktiven Tätigkeit als Architekt zurück. Seine letzten Lebensjahre waren von schlechter Gesundheit geprägt. Sein Grab befindet sich in der St Paul’s Cathedral.

## Auswahl an Werken Dances

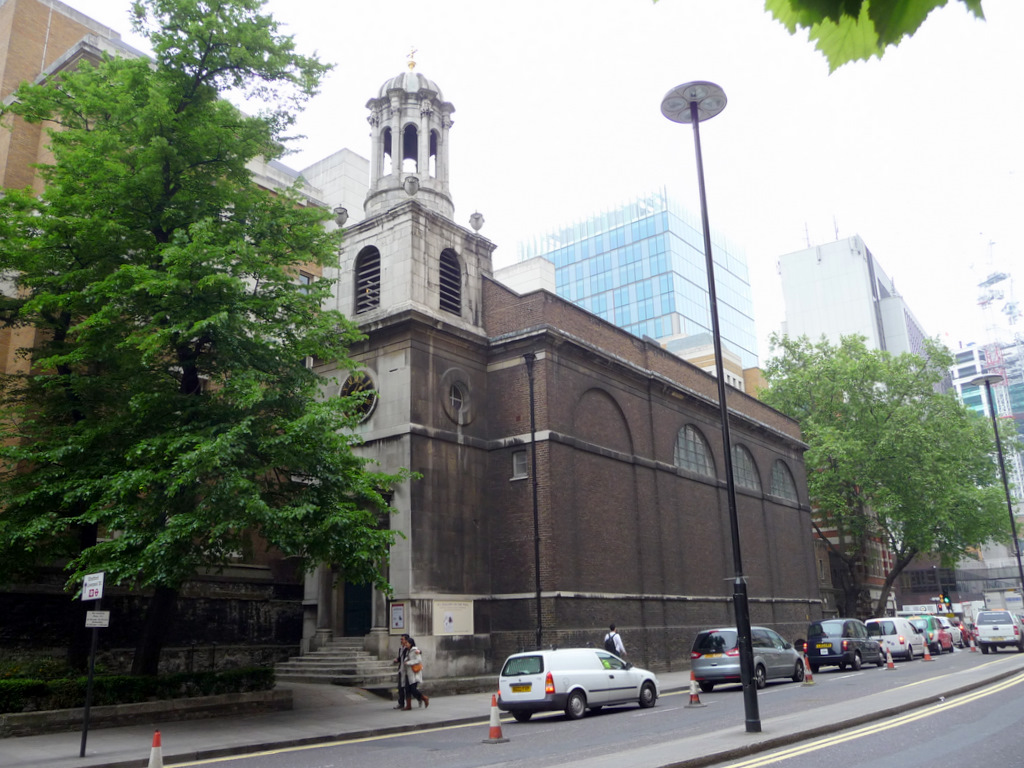
All Hallows-on-the-Wall, London
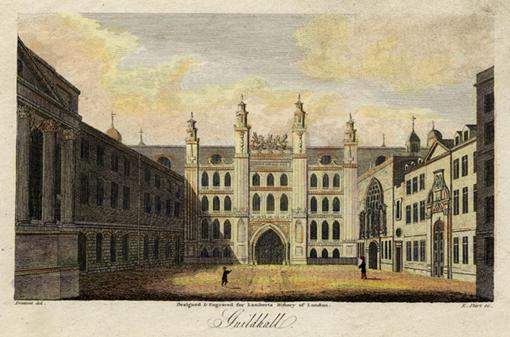
London Guildhall, etwa 1805
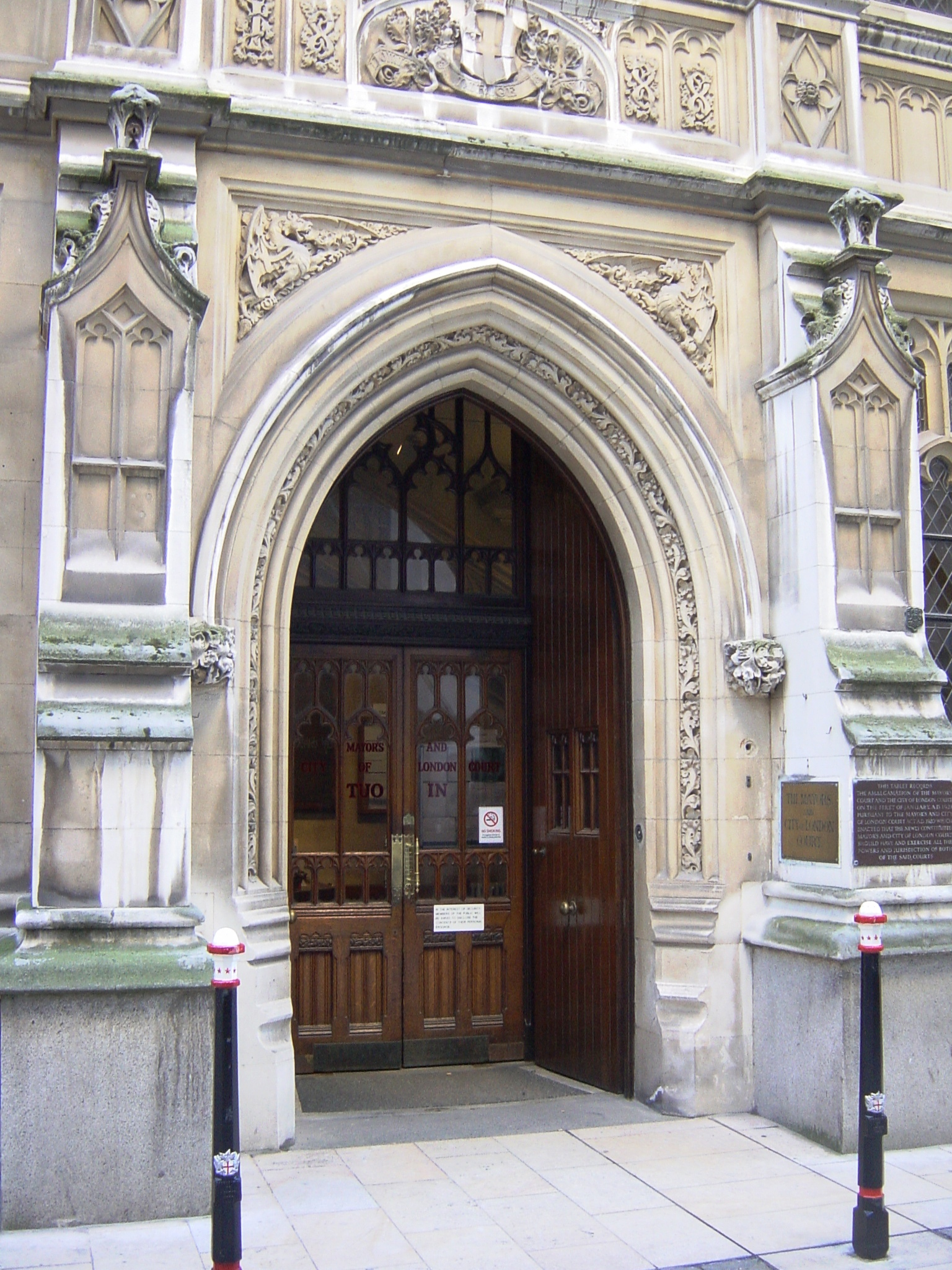
Detail des Haupteingangs, London Guildhall
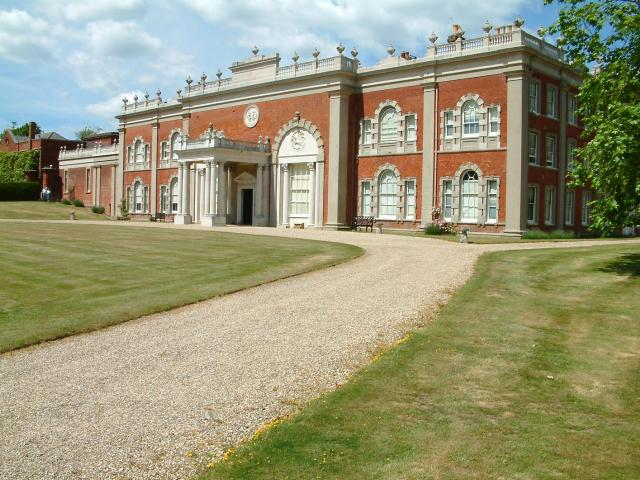
Cranbury House
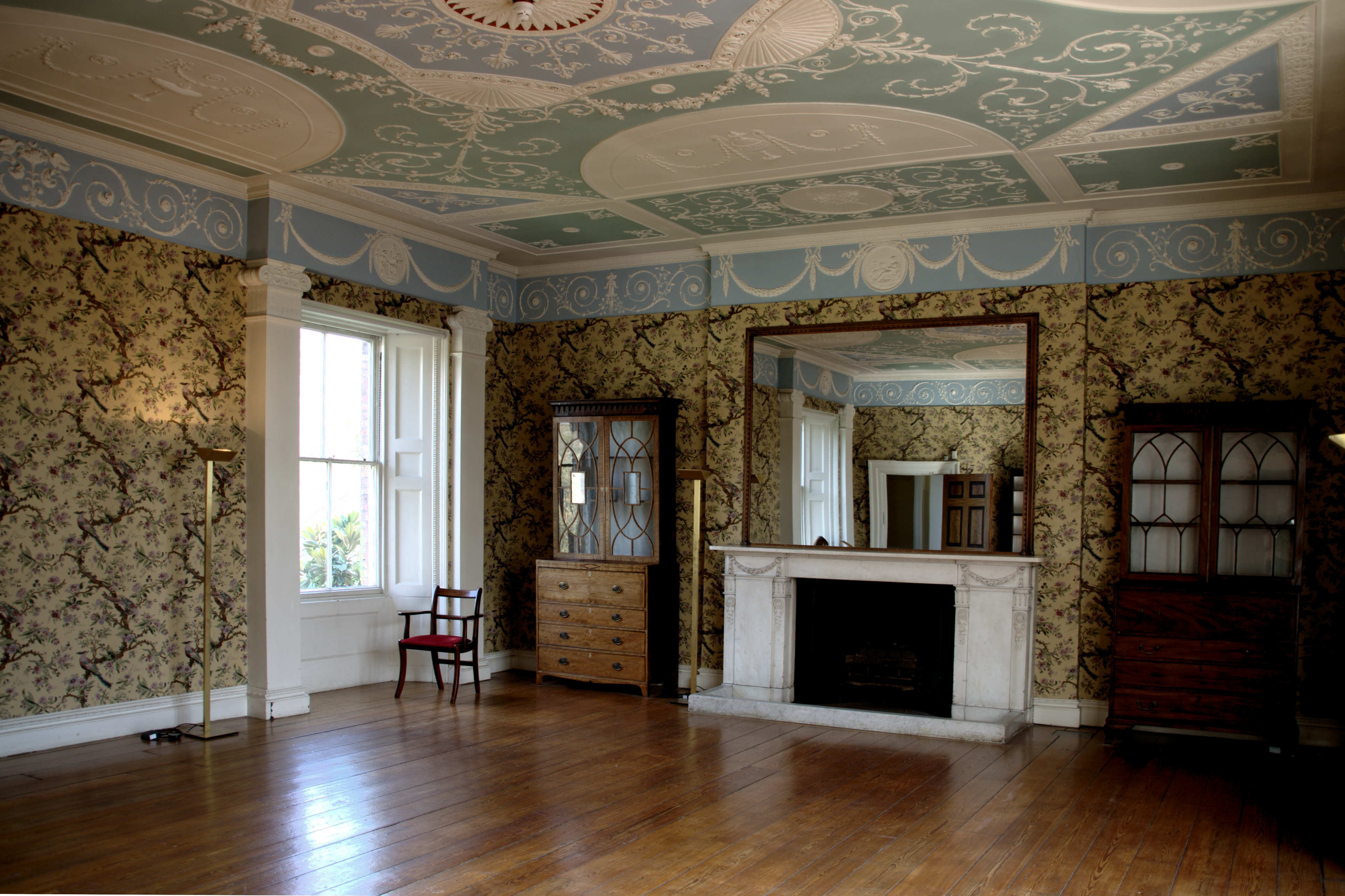
Zeichnungsraum im Pitzhanger Manor, Ealing
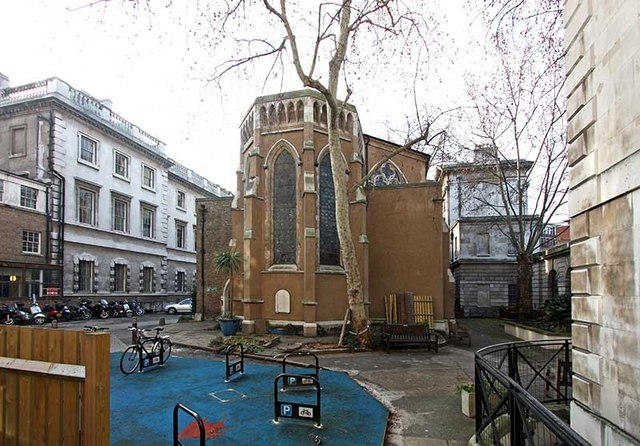
St. Bartholomew the Less, London
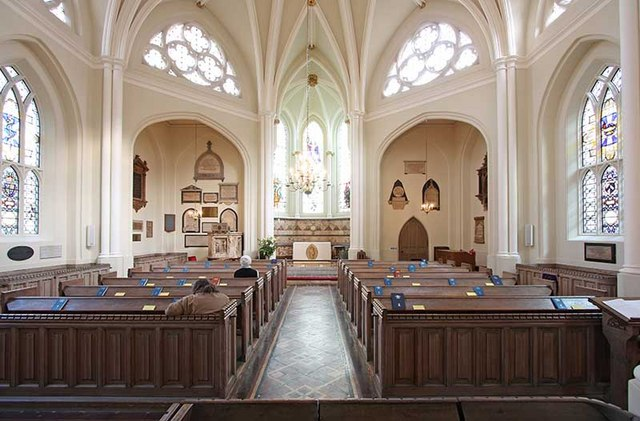
St. Bartholomew the Less, London
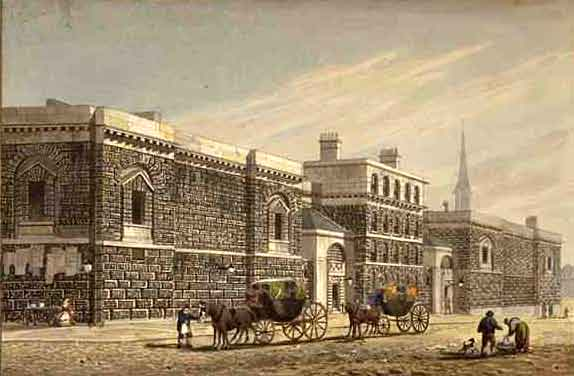
Newgate-Gefängnis, London, abgerissen
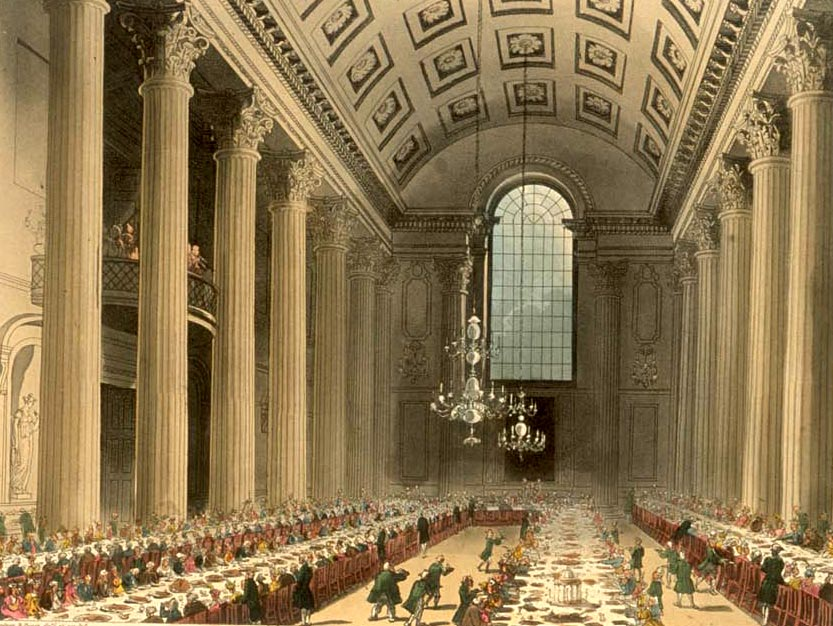
Egyptian Hall, Mansion House, von Dance gestaltete Decke
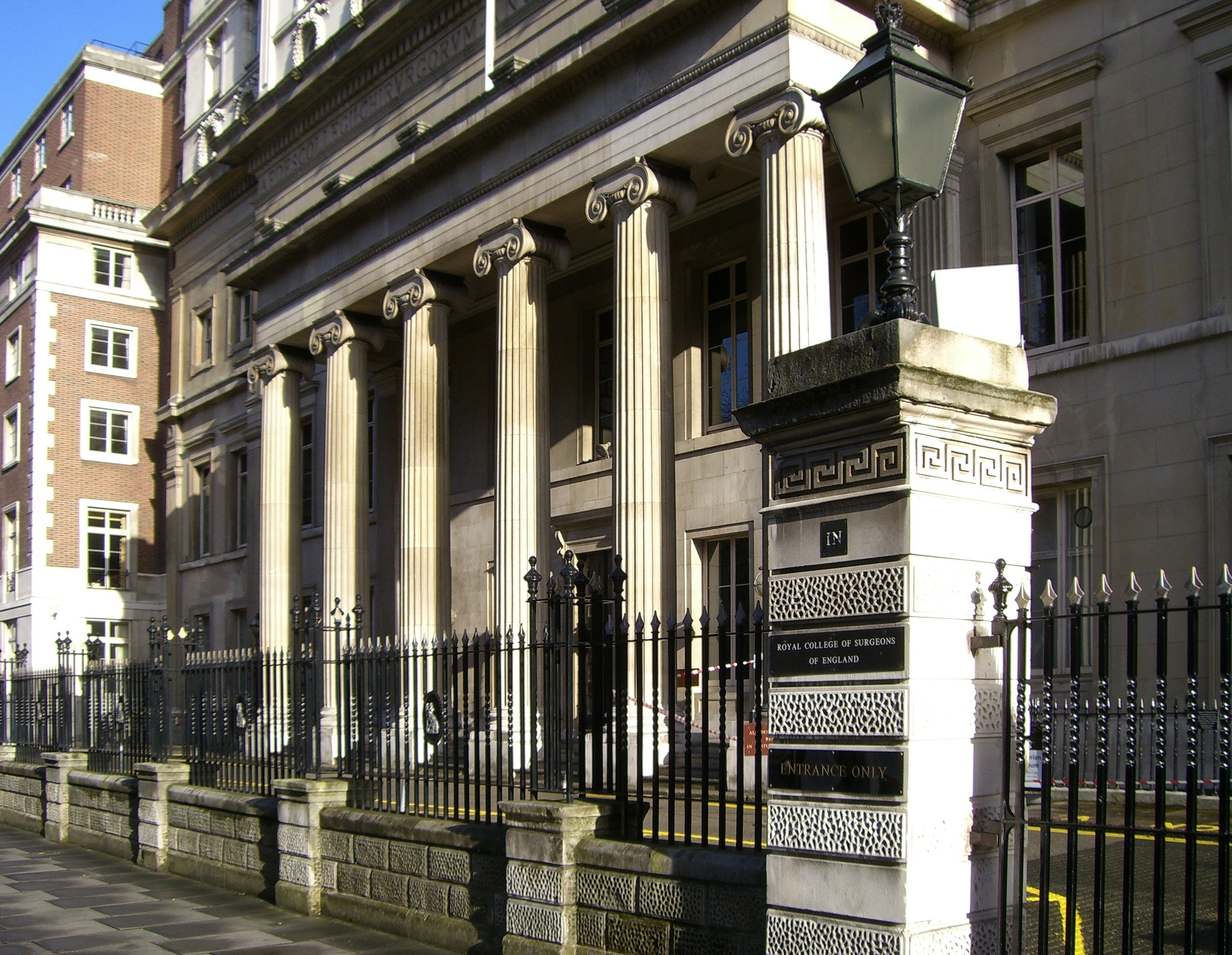
Royal College of Surgeons, London, von Dance gestalteter Portikus
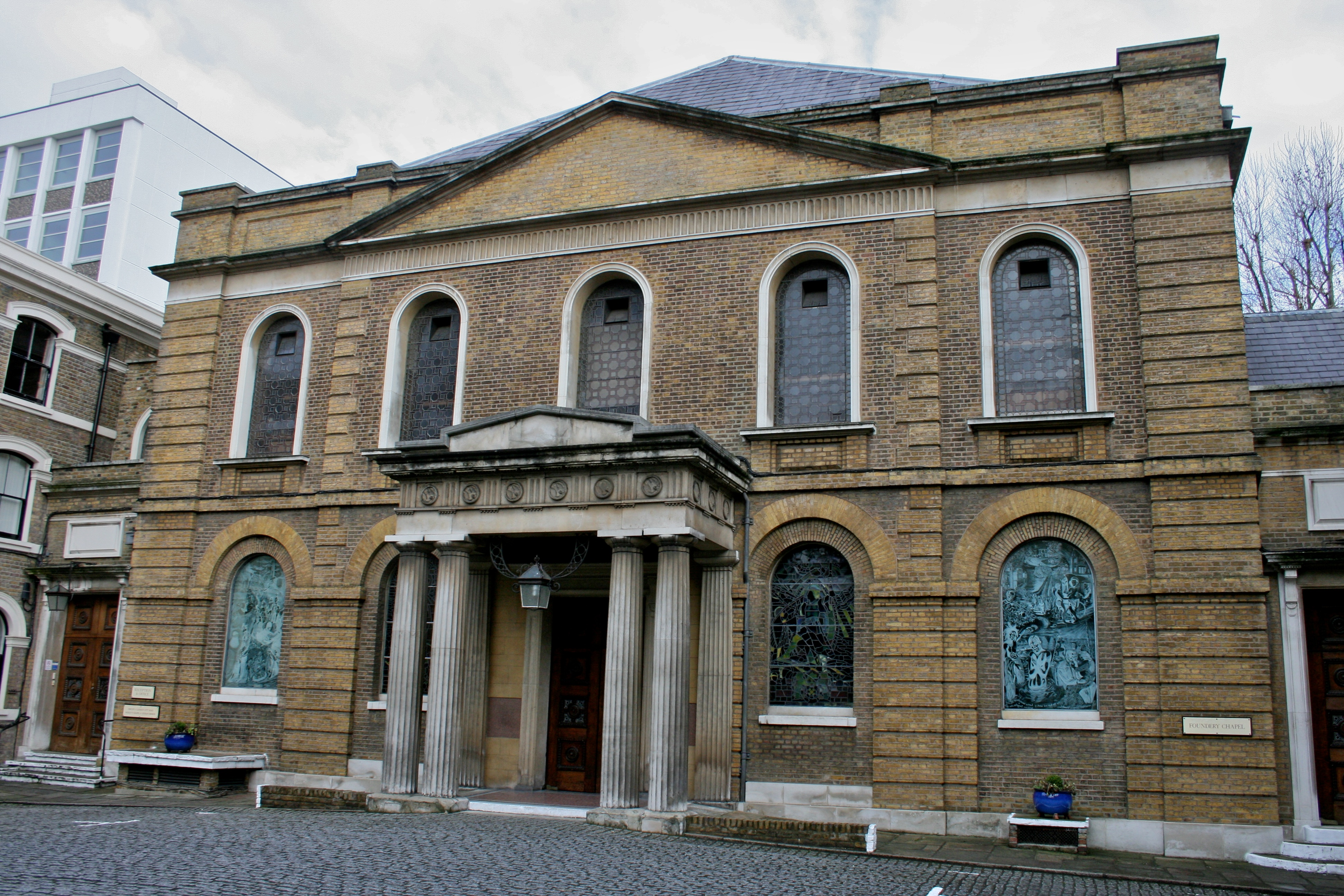
Wesley's Chapel, London